# ノートルダム・ド・パリ (バレエ)
ノートルダム・ド・パリ（Notre Dame de Paris）は、フランスの振付家ローラン・プティによるバレエで、1967年にパリ・オペラ座バレエによって初演された。ヴィクトル・ユーゴーの小説「ノートルダム・ド・パリ」に基づいている。音楽をモーリス・ジャール、舞台装飾をルネ・アリオ、衣装をイヴ・サン＝ローランが手掛けた。
ローラン・プティはこれを遡ること20年前にパリ・オペラ座バレエを去っているが、彼がそのパリ・オペラ座バレエのために制作した最初の作品であった。
上演は大成功を収め、2013年-2014年シーズン末のパリ・オペラ座での公演やオペラ・バスティーユでの公演、2013年のミラノ・スカラ座での公演など、現在に至るまで各地で上演されている。

## 配役
エスメラルダ：クレア・モット
カジモド：ローラン・プティ
フロロ：シリル・アタナソフ
フェビュス：ジャン＝ピエール・ボンフー